# Vražda (rybník, okres Nymburk)
Vražda je rybník na Záhornickém potoce ve vsi Nouzov v okrese Nymburk. Rybník je nepravidelného tvaru. U hráze je asi 458 m široký; délka je asi 1,3 km. Od jihu ho napájí jednak Záhornický potok a dále dva menší potůčky. Záhornický potok, teče do jednoho ramene a oba potůčky do druhého – proto tvoří počátek rybníka určitou vidličku. Další přítok je těsně u hráze z lesa, ze severozápadu. Odtoky jsou tři, dva přepady a jeden se stavidlem. Po několika metrech se ale odtok vlévá do dalšího rybníka nazvaného Komorní. Na jižních březích Vraždy se nachází les a louky, na severních ves a pole. Časté jsou též mokřady, zvláště u hranice lesa a poté na Záhornickém potoce. Na hrázi vede asfaltka a jsou zde umístěna sila pro příkrm zvěře a ryb. Břehy jsou zarostlé rákosem a na hrázi se nacházejí památné duby. Pod hrází mezi odtoky je malý křížek a na hrázi se nalézá socha svatého Jana Nepomuckého. Rybník je součástí soustavy ptačí oblasti nazvané Rožďalovické rybníky.

## Galerie

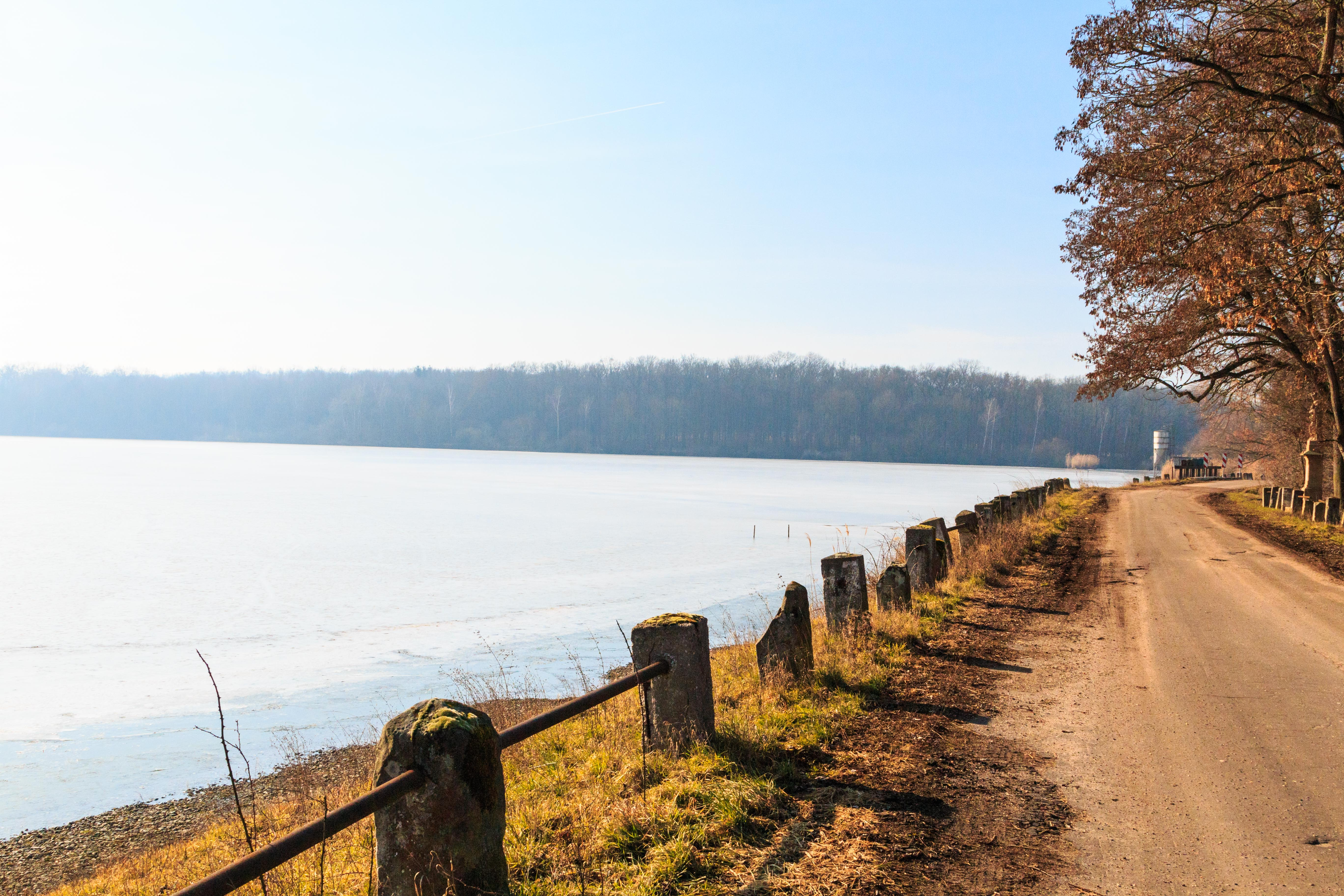
Asfaltka na hrázi
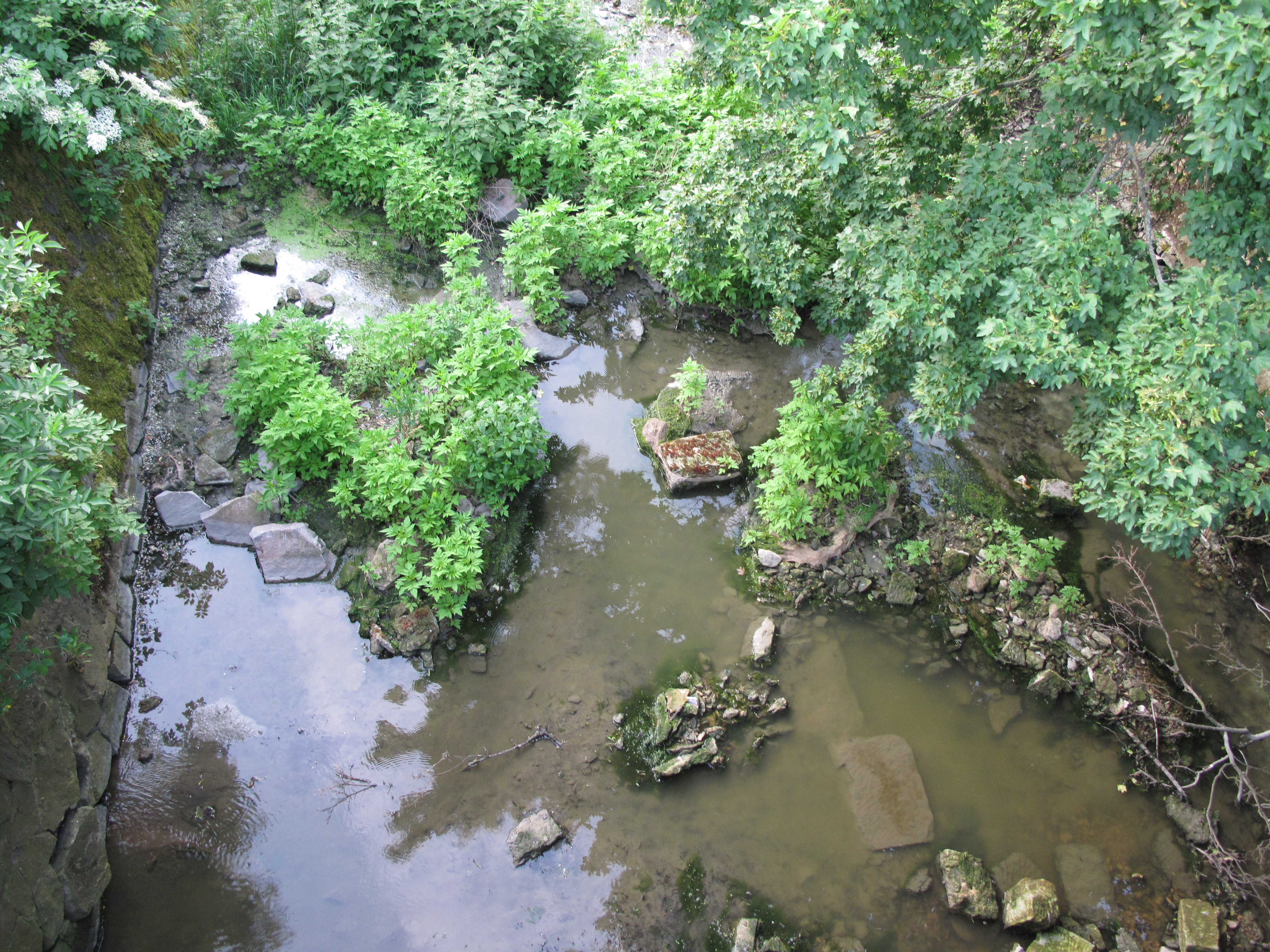
Odtok z Vraždy
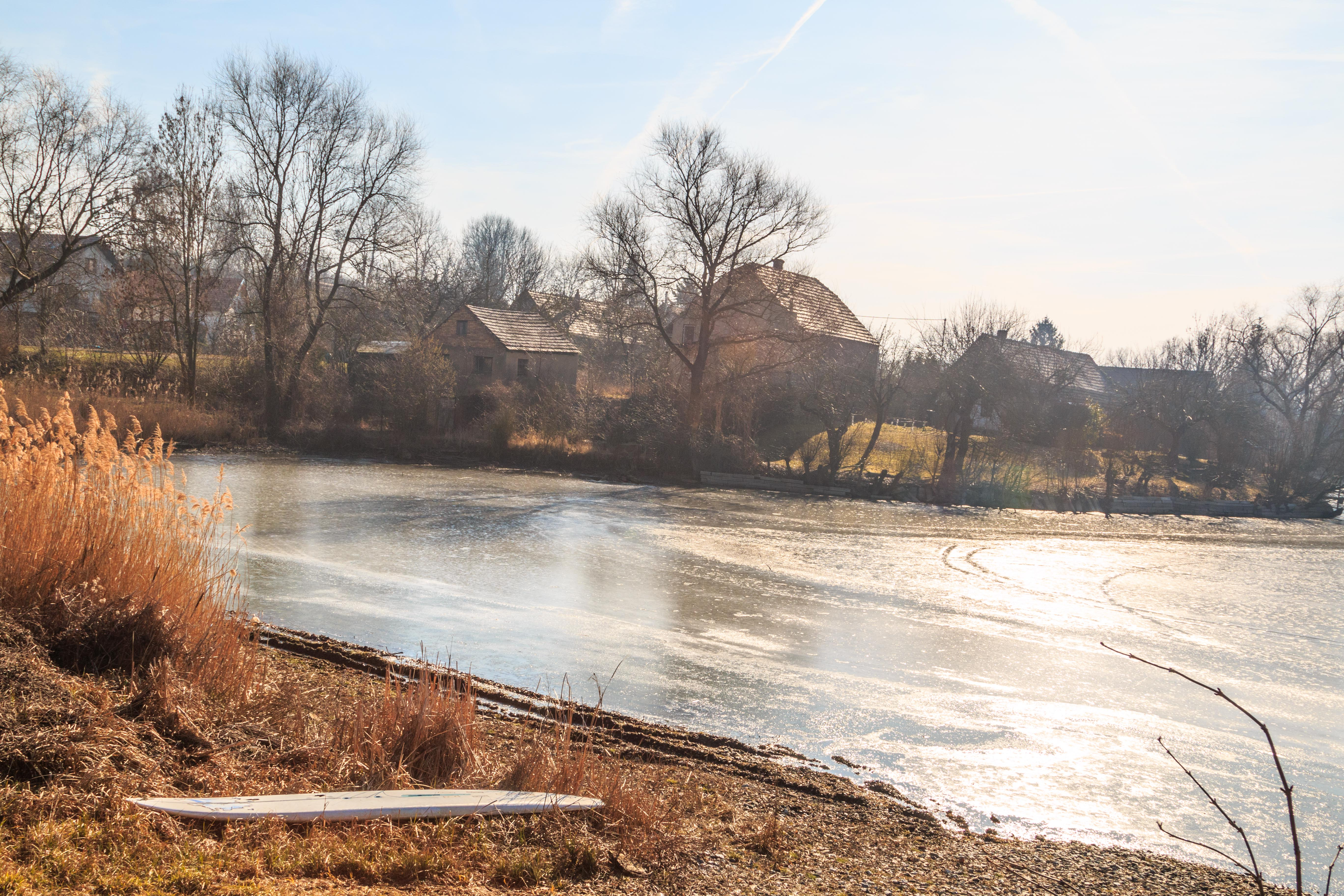
Domy na břehu
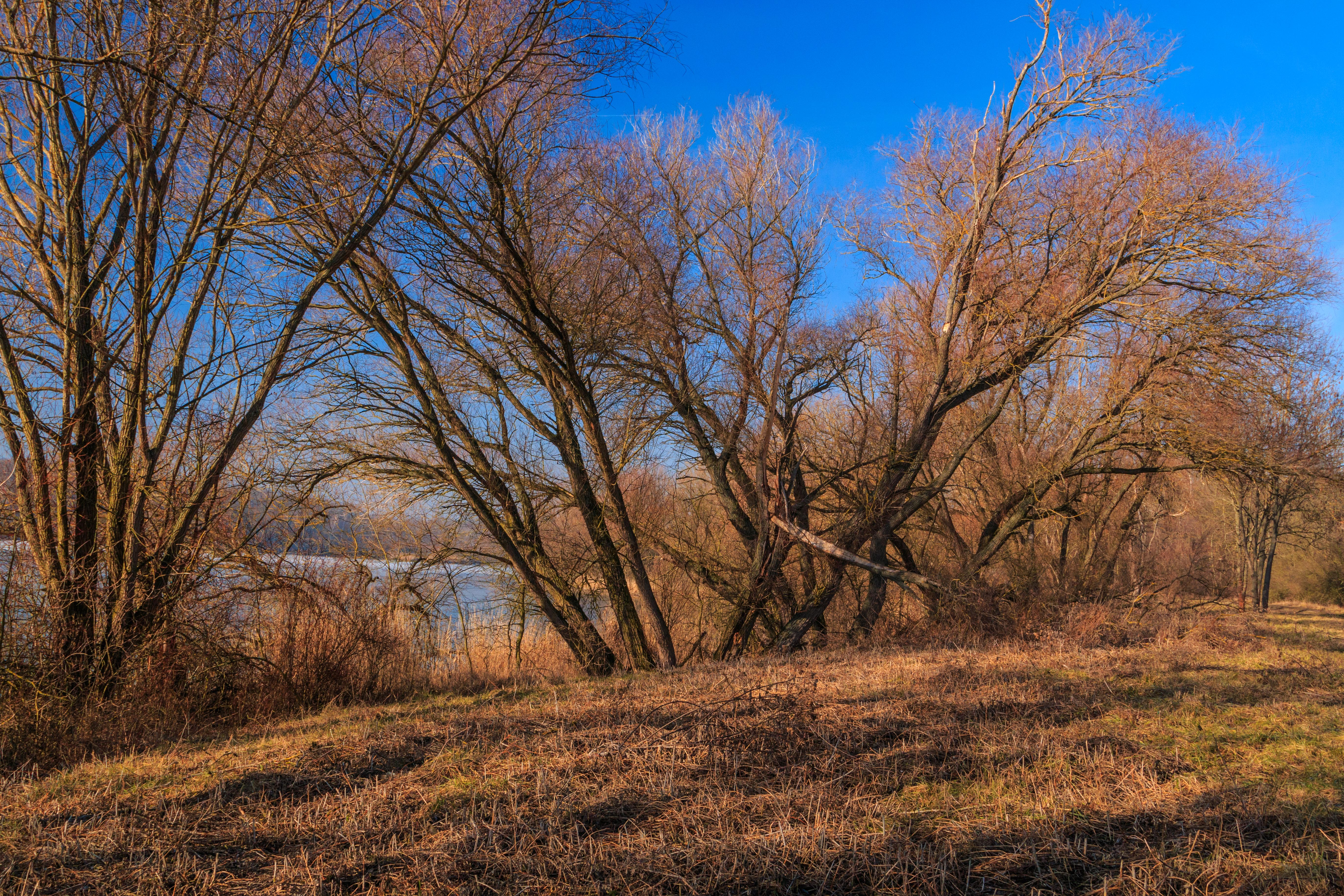
Rybník Vražda u Nouzova
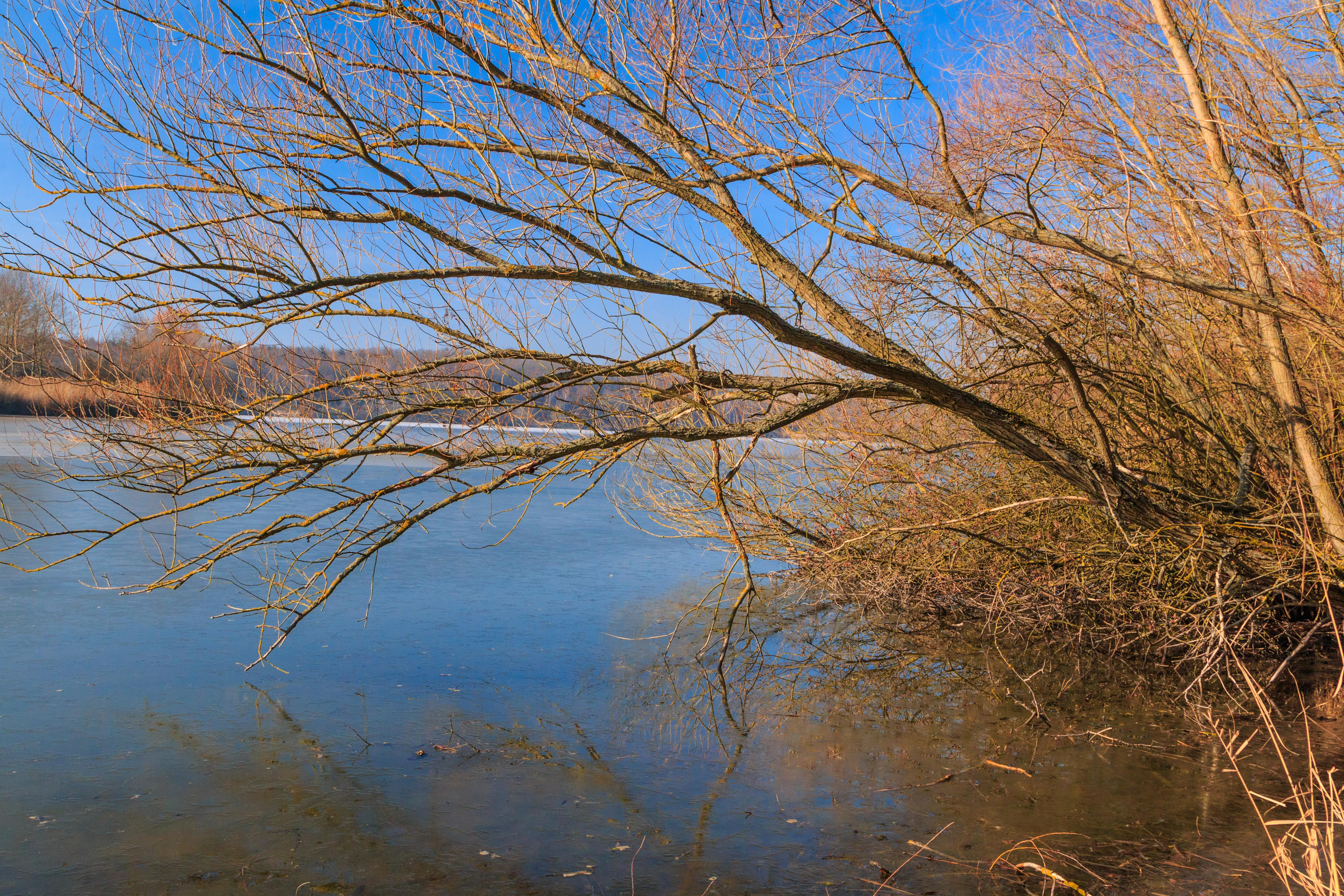
Rybník Vražda u Nouzova
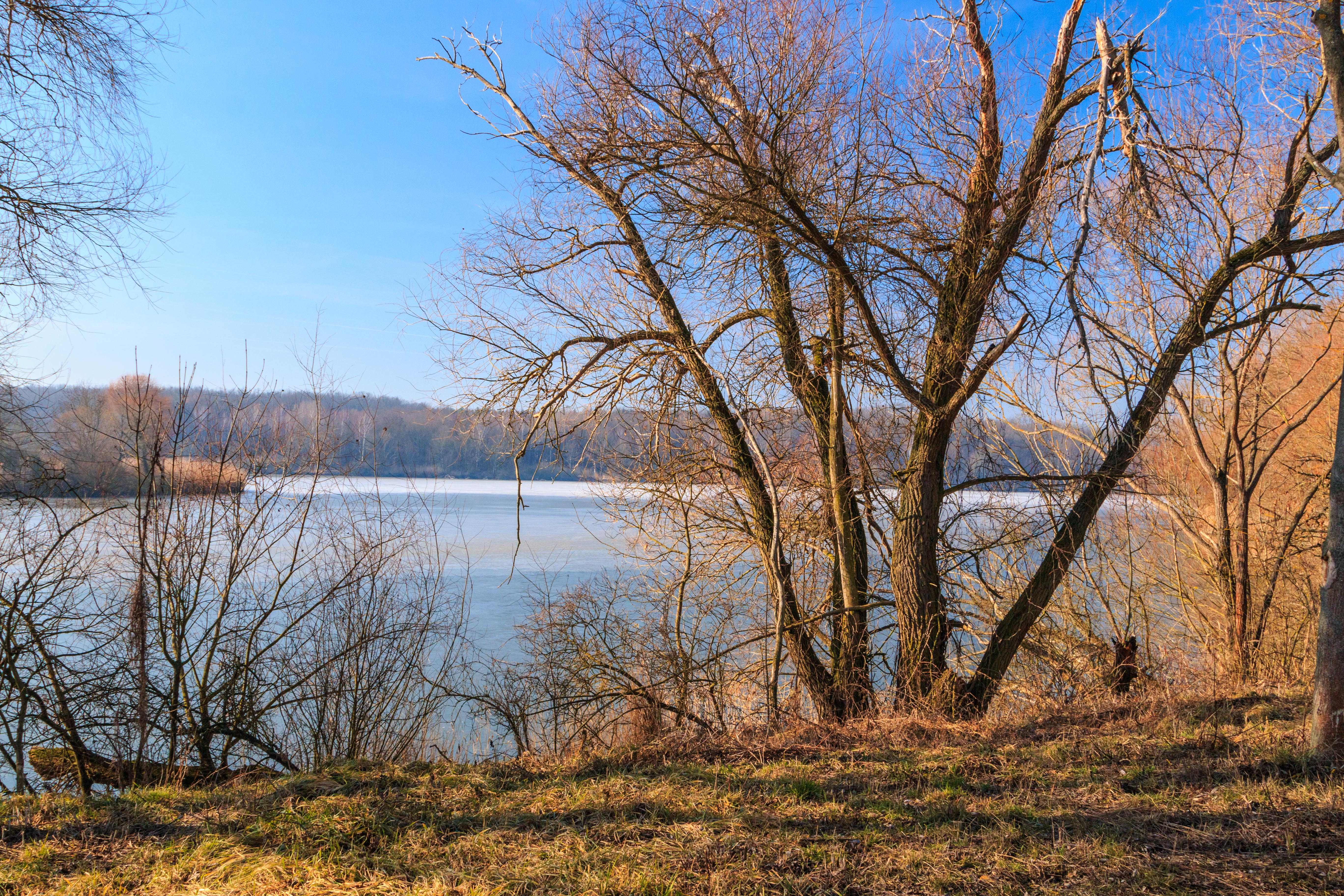
Rybník Vražda u Nouzova